# John Kirby
John Kirby (Winchester, 31 december 1908 - Hollywood, 14 juni 1952) was een Amerikaanse jazzmuzikant (contrabas, trombone, tuba) en orkestleider.

## Biografie
John Kirby kwam in 1926 naar Maryland en speelde daar met Chick Webb en Fletcher Henderson (1930–1933, 1935–1936) en ook speelde hij bij meerdere opnamen van Fletcher Hendersons orkest de tuba en later de contrabas. In 1937 formeerde hij zijn eigen sextet The Ony Club Boys, met hemzelf aan de contrabas, Charlie Shavers (trompet), Buster Bailey (klarinet), Russell Procope (altsaxofoon), Billy Kyle (piano) en O'Neill Spencer (drums). Ze noemden zich de 'Greatest little band in the land' en werden bekend door shows (vooral in New York) en radio-opnamen.
In oktober 1938 nam ze als eerste band de song Undecided op van Sid Robins en Charlie Shavers, die in maart 1939 Kirby's enige hit werd in de Billboard-hitlijst (#19). Ook met Larry Adler bracht Kirby platen uit. Hij neigde naar een weinig klassiek beïnvloede stijl en provoceerde daarmee veel critici. Weliswaar maakte hem zijn muziek gezien de goede solisten tijdens de periode van 1938 tot 1941 zeer populair. Na de Tweede Wereldoorlog verminderde zijn succes en voordat hij zijn geplande comeback kon opstarten, overleed hij in 1952 op 43-jarige leeftijd.
In 1993 werd John Kirby opgenomen in de Big Band and Jazz Hall of Fame.

## Overlijden
John Kirby overleed in juni 1952 op 43-jarige leeftijd.
- Bibsys: 3000562
- Biblioteca Nacional de España: XX1580863
- Bibliothèque nationale de France: cb13896014z (data)
- Gemeinsame Normdatei: 119161745
- International Standard Name Identifier: 0000 0000 7364 4027
- Library of Congress Control Number: n87124969
- MusicBrainz: 34866882-9929-4bb4-80ce-125958a6560b
- Nationale Bibliotheek van Tsjechië: jx20040611003
- Nationale Bibliotheek van Israël: 987007409540105171
- Nationale Bibliotheek van Polen: a0000003430975
- Nederlandse Thesaurus van Auteursnamen: 315783494
- Istituto Centrale per il Catalogo Unico: LO1V036134
- SNAC: w6xs6bh8
- Virtual International Authority File: 17407869
- WorldCat: E39PBJpV6XjWrRFd3r49jvtYfq